# Ихор
Ихор (древногр.: ἰχώρ) в древногръцката митология е етерната течност, която е в кръвта на боговете и/или безсмъртните.

## В класическите митове
Ихор произхожда от гръцката митология, където е етерната течност, която е в кръвта на гръцките богове. Казва се, че запазва качествата на храната и напитките на безсмъртните – амборзията и нектара. 
Илиада V. 339–342
... водната кръв на богиня потече —
влага, която се движи из жилите на боговете,
тъй като жито не вкусват и вино искрящо не пият.

Ето защо са безкръвни и прозвище носят безсмъртни.

## В медицината
В патологията „ихор“ е стар термин за воднист секрет от рана или язва с неприятна миризма.
Гръцкият християнски писател Климент Александрийски е използвал „ихор“ в древното медицинско разбиране за неприятно ухаещ воднист секрет от рана или язва, в полемика срещу езическите гръцки богове. Като част от доказателствата си, че те са просто смъртни, той цитира няколко случая, в които боговете са ранени физически, а след това добавя: „А щом има рани, има и кръв. Защото ихорът на поетите е по-отблъскващ от кръвта; тъй като гниенето на кръвта се нарича ихор.“